# Örménykút
Örménykút (szlovákul: Irminčok) község Békés vármegye Szarvasi járásában.

## Fekvése
A vármegye nyugati részén fekszik, viszonylag sík vidéken, területén három dombbal. Határát semmilyen jelentősebb folyóvíz nem érinti.
A szomszéd települések: északkelet felől Gyomaendrőd, délkelet felől Hunya és Kondoros, dél felől Kardos, nyugatról pedig Szarvas.

### Megközelítése
A település a főutaktól távol esik, legegyszerűbb megközelítési útvonala, Szarvas és a megyeszékhely Békéscsaba felől éppúgy, mint az ország nyugatabbra fekvő részei felől a 44-es főút: ez is elkerüli ugyan dél felől a községet, de Kardos nyugati részén le lehet róla térni a 4645-ös útra, amely Örménykút központjába vezet.
Határában végighúzódik kelet-nyugati irányban, a belterülettől kevéssel északra a Mezőberény-Szarvas közti 4641-es út, e két utóbbi város felől ezen is elérhető. Gyomaendrőd felől előbb a 4642-es, majd a 4641-es, végül ugyancsak a 4645-ös utakon közelíthető meg.

## Nevének eredete
A település nevét a török időkben Magyarországra menekült örmény kereskedők emlékét őrzi, aki a terület egykori bérlői voltak, és az itt található egykori kútnál itatták állataikat. A hely nevét a 18. századi térképek még „Örmény barma kútja” néven jelölték.

## Története
Örménykút és környéke már a középkorban is lakott hely volt, azonban a térség települései a török kor háborúinak következtében elpusztultak. 
A későbbiekben itt kialakult tanyavilág Szarvas külterületéhez tartozott. 1952-ben a környék tanyasoraiból vált önálló községgé Örménykút néven.
A falu területén található Décsi-halomnál végzett ásatásokkor került napvilágra a középkorban elpusztult egykori Árpád-kori falu, Décse temploma.

## Közélete

### Polgármesterei
- 1990–1994: Gábor Mihály (független)[4]
- 1994–1998: Bohrát Sándor (független)[5]
- 1998–2002: Bohrát Sándor (független)[6]
- 2002–2006: Szakács Jánosné (független)[7]
- 2006–2010: Szakács Jánosné (független)[8]
- 2010–2014: Szakács Jánosné (független)[9]
- 2014–2019: Szakács Jánosné (független)[10]
- 2019–2022: Szakács Jánosné (független)[11]
- 2022–2024: Bohrát Mária (független)[12]
- 2024– : Bohrát Mária (független)[1]

A településen 2022. szeptember 25-én azért kellett időközi polgármester-választást tartani, mert a korábbi polgármester 2022. június 27-én elhunyt.

## Népesség
A település népességének változása:
| Lakosok száma | 381  | 375  | 362  | 299  | 276  | 289  | 283  |
|               | 2013 | 2014 | 2015 | 2021 | 2022 | 2023 | 2024 |

2001-ben a település lakosságának 63%-a magyar, 37%-a szlovák nemzetiségűnek vallotta magát.
A 2011-es népszámlálás során a lakosok 91%-a magyarnak, 0,3% bolgárnak, 2,7% cigánynak, 34,4% szlováknak, 0,8% szlovénnek mondta magát (9% nem nyilatkozott; a kettős identitások miatt a végösszeg nagyobb lehet 100%-nál). A vallási megoszlás a következő volt: római katolikus 7,9%, református 1,4%, evangélikus 38%, felekezeten kívüli 32,8% (19,7% nem nyilatkozott).
2022-ben a lakosság 90,6%-a vallotta magát magyarnak, 26,4% szlováknak, 0,7% németnek, 0,4% ukránnak, 0,4% cigánynak, 2,9% egyéb, nem hazai nemzetiségűnek (7,6% nem nyilatkozott; a kettős identitások miatt a végösszeg nagyobb lehet 100%-nál). Vallásuk szerint 28,6% volt evangélikus, 8% római katolikus, 0,7% református, 0,4% görög katolikus, 0,4% egyéb katolikus, 25% felekezeten kívüli (35,9% nem válaszolt).

## Décse
Décse nevét már 1138-ban említették a korabeli oklevelek Geysce, Geysca alakban írva.
Egy oklevél leírása szerint Álmos herceg (1108 után) népeket adott itt a dömösi prépostságnak; az összeírás név szerint sorolja fel a 15 kenyéradó szolgát (Embereldi, Ete, Cene, Olup, Turidi, Kasa, Kacu, Obus, Oba, Kinis, G...?, Dauid, Busco, Fermenis, Apa), akik a Zaránd vármegyei Tamász falu lakóival együtt 25 köböl márcot (cubulos marci) tartoztak szolgáltatni az egyháznak egyéb szolgáltatásaik mellett. Ugyanitt 4 szabadot; (Selle, Kanda, Kuene, Sonuk) is adott a prépostságnak.

## Nevezetességei
- Szélmalom - A 19. század közepén épült.
- Ősgyep - Természetvédelmi terület.